# 全国選抜高等学校テニス大会
全国選抜高校テニス大会（ぜんこくせんばつこうこうテニスたいかい）は、毎年3月に福岡県の博多の森テニス競技場・春日公園で開催される高等学校テニス大会である。日本テニス協会が主催。特別協賛大正製薬リポビタン。2015年度までは読売新聞社も主催していた。また、かっては福岡放送をキー局に日本テレビ系でテレビ中継（録画中継）されたこともあった。愛称「春一番！高校テニスセンバツ」。

## 概略
高校総体（インターハイ）、国スポと並ぶ高校テニスにおける3大大会として位置づけられている。
男女それぞれ個人戦と団体戦（シングルス3・ダブルス2）が行われる。
団体戦は、全国9地区から選抜された48校に「ドリーム枠」（選抜高校野球における21世紀枠に近い）2校を加えた男女各50校が参加。2010年の第32回大会から廃止され、男女各48校に戻った。2020年は新型肺炎感染拡大のおそれから全中止。
男女それぞれの個人戦優勝者はその年の全米オープンジュニアシングルス部門に派遣される。

## 団体戦歴代優勝校
| 回 | 年   | 男子優勝               | 女子優勝               |
| -- | ---- | ---------------------- | ---------------------- |
| 1  | 1979 | 早稲田実（東京）       | 武庫川学院（兵庫）     |
| 2  | 1980 | 柳川（福岡）           | 玉川学園（東京）       |
| 3  | 1981 | 柳川（福岡）           | 園田学園（兵庫）       |
| 4  | 1982 | 清風（大阪）           | 園田学園（兵庫）       |
| 5  | 1983 | 柳川（福岡）           | 園田学園（兵庫）       |
| 6  | 1984 | 清風（大阪）           | 園田学園（兵庫）       |
| 7  | 1985 | 柳川（福岡）           | 園田学園（兵庫）       |
| 8  | 1986 | 堀越（東京）           | 園田学園（兵庫）       |
| 9  | 1987 | 清風（大阪）           | 園田学園（兵庫）       |
| 10 | 1988 | 相模工大付（神奈川）   | 園田学園（兵庫）       |
| 11 | 1989 | 相模工大付（神奈川）   | 夙川学院（兵庫）       |
| 12 | 1990 | 柳川（福岡）           | 高蔵（愛知）           |
| 13 | 1991 | 柳川（福岡）           | 富士見丘（東京）       |
| 14 | 1992 | 柳川（福岡）           | 富士見丘（東京）       |
| 15 | 1993 | 柳川（福岡）           | 四天王寺（大阪）       |
| 16 | 1994 | 堀越（東京）           | 富士見丘（東京）       |
| 17 | 1995 | 柳川（福岡）           | 富士見丘（東京）       |
| 18 | 1996 | 渋谷幕張（千葉）       | 富士見丘（東京）       |
| 19 | 1997 | 柳川（福岡）           | 四天王寺（大阪）       |
| 20 | 1998 | 堀越（東京）           | 四天王寺（大阪）       |
| 21 | 1999 | 堀越（東京）           | 四天王寺（大阪）       |
| 22 | 2000 | 湘南工科大付（神奈川） | 四天王寺（大阪）       |
| 23 | 2001 | 柳川（福岡）           | 柳川（福岡）           |
| 24 | 2002 | 柳川（福岡）           | 園田学園（兵庫）       |
| 25 | 2003 | 柳川（福岡）           | 四天王寺羽曳丘（大阪） |
| 26 | 2004 | 柳川（福岡）           | 園田学園（兵庫）       |
| 27 | 2005 | 湘南工科大付（神奈川） | 仁愛女子（福井）       |
| 28 | 2006 | 長尾谷（大阪）         | 長尾谷（大阪）         |
| 29 | 2007 | 柳川（福岡）           | 長尾谷（大阪）         |
| 30 | 2008 | 柳川（福岡）           | 長尾谷（大阪）         |
| 31 | 2009 | 湘南工科大付（神奈川） | 園田学園（兵庫）       |
| 32 | 2010 | 湘南工科大付（神奈川） | 富士見丘（東京）       |
| 33 | 2011 | 相生学院（兵庫）       | 秀明八千代（千葉）     |
| 34 | 2012 | 柳川（福岡）           | 仁愛女子（福井）       |
| 35 | 2013 | 相生学院（兵庫）       | 富士見丘（東京）       |
| 36 | 2014 | 柳川（福岡）           | 園田学園（兵庫）       |
| 37 | 2015 | 四日市工（三重）       | 沖縄尚学（沖縄）       |
| 38 | 2016 | 湘南工科大付（神奈川） | 野田学園（山口）       |
| 39 | 2017 | 相生学院（兵庫）       | 相生学院（兵庫）       |
| 40 | 2018 | 四日市工（三重）       | 相生学院（兵庫）       |
| 41 | 2019 | 相生学院（兵庫）       | 相生学院（兵庫）       |
| 43 | 2021 | 相生学院（兵庫）       | 四日市商（三重）       |
| 44 | 2022 | 相生学院（兵庫）       | 松商学園（長野）       |
| 45 | 2023 | 相生学院（兵庫）       | 四日市商（三重）       |
| 46 | 2024 | 相生学院（兵庫）       | 相生学院（兵庫）       |
| 47 | 2025 | 湘南工科大付（神奈川） | 大商学園（大阪）       |

1. ↑  大会概要
2. ↑  個人戦は地震の配慮で中止